# Schiedeella saltensis
Schiedeella saltensis är en orkidéart som beskrevs av Rudolf Schlechter. Schiedeella saltensis ingår i släktet Schiedeella och familjen orkidéer. Inga underarter finns listade i Catalogue of Life.